# Cattedrale di Nostra Regina Maria (Baltimora)
La cattedrale di Nostra Regina Maria (Cathedral of Mary Our Queen) è una cattedrale della Chiesa cattolica situata nella parte settentrionale di Baltimora in Maryland (USA). La sua costruzione fu terminata nel 1959.
La cattedrale è la sede dell'arcivescovo di Baltimora, succedendo alla basilica del Santuario nazionale dell'Assunzione di Maria Vergine diventata così concattedrale, in Cathedral Street a Mulberry Street, nel centro di Baltimora. Perché Baltimora è la sede principale degli Stati Uniti e la basilica del centro, ora concattedrale dell'arcidiocesi, è la prima cattedrale cattolica della nazione.
La cattedrale si trova nella zona di Homeland, nella parte settentrionale della città di Baltimora, vicino alla Loyola University Maryland e al St. Mary's Seminary and University, il primo seminario cattolico negli Stati Uniti. È stata costruita utilizzando fondi lasciati in eredità da un mercante irlandese di Baltimora, Thomas J. O'Neill.

## Storia
La cattedrale è il dono di Thomas J. O'Neill (1849-1919) che possedeva dei grandi magazzini di successo sulle vie Charles e Lexington di Baltimora, con circa 500 dipendenti. Il 7 febbraio 1904, l'incendio di Baltimora, che spazzò via 1343 edifici in 75 quartieri, stava strisciando verso il negozio di O'Neill. Proprio quando le fiamme raggiunsero il muro meridionale, il vento si spostò e deviò l'incendio verso est, così il suo deposito sfuggì alla distruzione.
Si dice che O'Neill si precipitò in un convento carmelitano per arruolare nella preghiera le suore. Che questa leggenda sia vera o meno, nel testamento il ricco commerciante specificò che, alla morte della moglie (avvenuta nel 1936), fosse disposto il pagamento di una borsa di studio al Loyola College, inoltre dispose che due terzi del suo patrimonio fossero resi disponibili per la costruzione di una nuova cattedrale a Baltimora, mentre il resto doveva essere dedicato alla costruzione di un ospedale.
Nell'ottobre del 1954, furono cominciati gli scavi per la costruzione della nuova cattedrale. La mattina del 13 ottobre 1959, pochi giorni dopo il quinto anniversario dell'inizio lavori, monsignor Jerome Sebastian consacrò la cattedrale.

## Dedicazione
Il giorno dopo la cerimonia di inizio lavori della cattedrale, papa Pio XII, emise una lettera mondiale che istituisce il 31 maggio come la festa della Madonna come regina da celebrare in tutto il mondo. Il decreto del papa in onore di Maria ha portato alla decisione di nominare la nuova cattedrale all'incoronazione celeste di "Nostra signora regina Maria". La dedicazione ufficiale è stata fatta il 15 novembre del 1959.

## Architettura

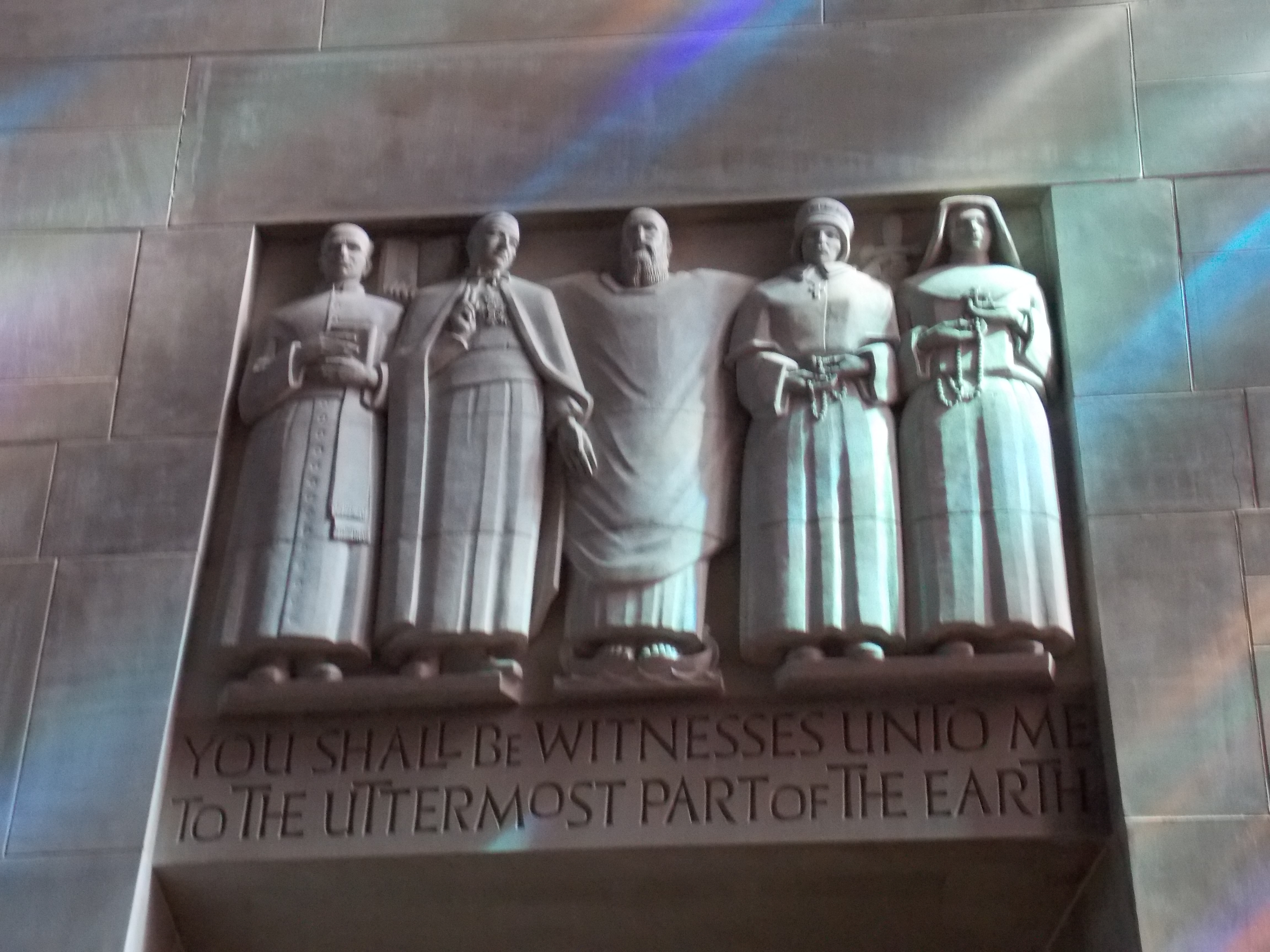
Uno dei bassorilievi che decorano l'interno

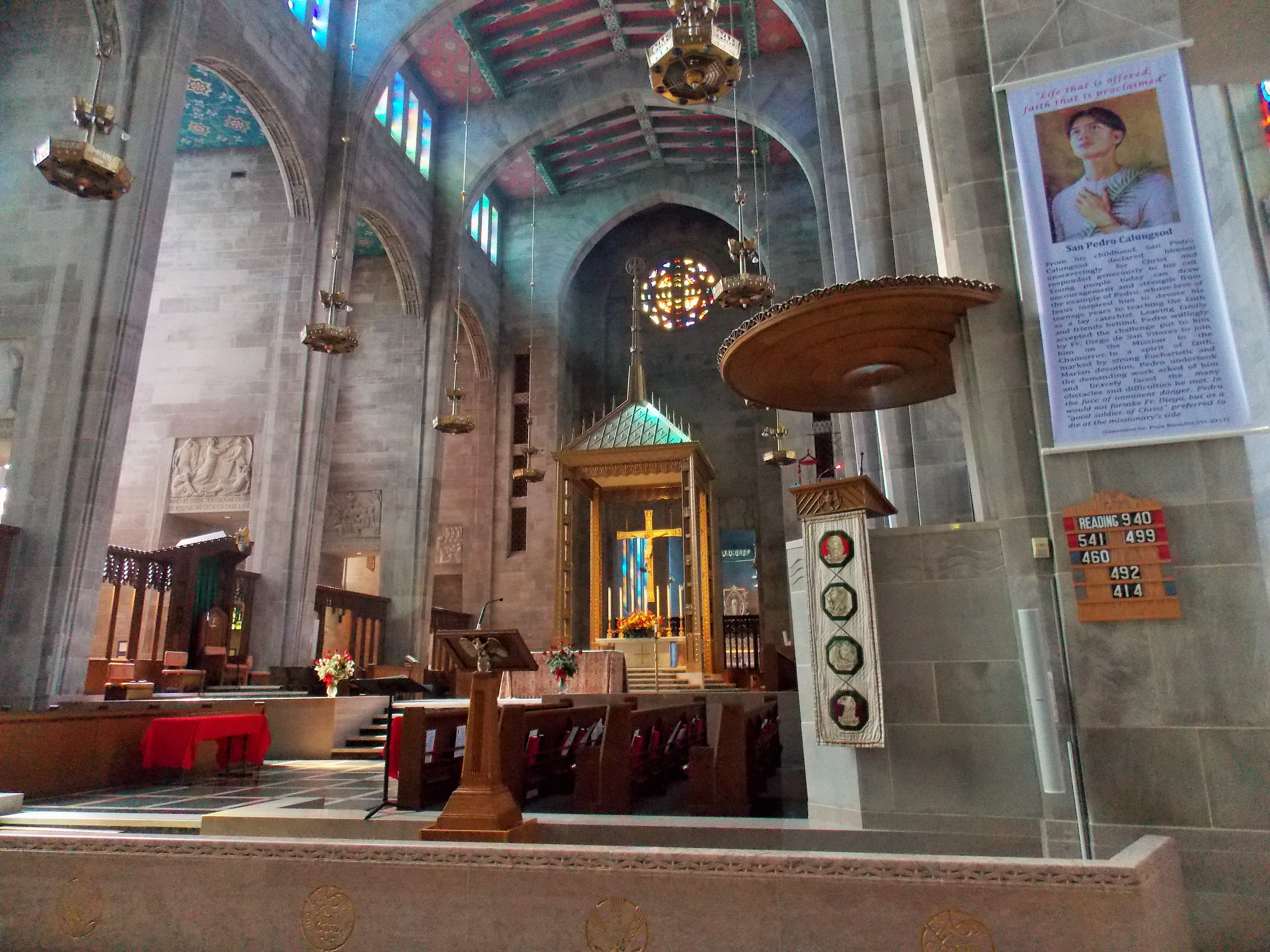

La cattedrale misura 114 m di lunghezza, 40 m di larghezza e 50 m alla cima alle due guglie; essa può ospitare 2.000 persone.
Il design si ispira allo stile gotico modificato con soluzioni e accenti Art déco. È costruita in mattoni rivestiti in pietra calcarea, e utilizza una planimetria cruciforme rivolta a est.
La facciata, molto slanciata, è affiancata in entrambi i lati da due torri rettangolari che rimandano ai canoni gotici francesi. Le due torri sono incoronate da due pennoni con simboli religiosi: la sinistra ha sul pennone il chi-rho simbolo di Cristo, quella di destra la croce metropolitana simbolo dell'arcidiocesi di Baltimora. La torre di sinistra contiene quattro campane che battono lo scoccare del quarto dopo l'ora e suonano l'Angelus a mezzogiorno e alle sei del pomeriggio.
L'entrata centrale, alta 26,5 metri e larga 14, è sormontata da un crocifisso. Sotto di esso, un modello scolpito incornicia il primo di 40 grandi archi. Incassata in questo arco è una finestra che circonda una gigantesca figura in pietra dedicata a Cristo risorto re dell'Universo, visibile anche all'interno attraverso la vetrata colorata. Su entrambi i lati ci sono i 12 apostoli; le figure più in basso sono alte 2 metri e ad ogni livello alle statue superiori vengono aggiunto un pollice in più per mantenere la prospettiva.
Il portale ha due portoni separati da una decorazione in pietra raffigurante Maria incoronata regina del Cielo e della Terra dallo Spirito Santo (sotto forma di colomba) e da due angeli.
Maria si erge su un serpente che rappresenta la caduta dell'umanità dalla grazia. Maria è la nuova Eva, piena di grazia, che schiaccia la testa del serpente.
All'interno del nartece, subito dietro i portoni principali si trova una colonna con incisa la dedicazione della chiesa.
Le navate laterali sono intervallate con campate separate da archi decorati con bassorilievi sulla vita di Gesù e della Madonna, le finestre sono a vetrate con raffigurazioni bibliche.